# Julus curvicornis
Julus curvicornis es una especie de diplópodo endémico de Eslovaquia.